# Mariakerk (Tilburg)
De Mariakerk is een neogotische kerk in de Tilburgse wijk Heikant. De kerk is gebouwd in 1873 en gewijd aan Maria Onbevlekt Ontvangen.  Het gebouw is gelegen aan De Schans 121. Architect was J.C. van den Heuvel. 
Tegenwoordig is de kerk in gebruik bij de parochie Heikant-Quirijnstok.

## Geschiedenis
Nadat in de loop van de 19e eeuw steeds meer mensen in Heikant kwamen wonen, werd daar een parochie gesticht. In 1871 kwam er een parochieel centrum en de kerk werd in 1873 ingewijd. Het is een neogotische kruisbasiliek met hoog middenschip en twee veel lagere zijbeuken. Het gebouw heeft een vieringtorentje.
Bij de kerk werd een pastorie gebouwd door Hendrik Jacobus van Tulder. Voorts werd in 1902 een liefdesgesticht begonnen door de Zusters van Liefde. Aanvankelijk was dit in een woonhuis gevestigd, maar in 1907 werd een kloostercomplex gebouwd, ontworpen door architect C.F. van Hoof. Dit kloostercomplex werd van 1977-1978 verbouwd tot wijkcentrum.
Sinds 1964 wordt de kerk gebruikt door de norbertijnen van priorij De Schans. In 1997 werd in de kerk een dagkapel geopend, gewijd aan de heilige Norbertus.
In 1986 werd de kerk geklasseerd als gemeentelijk monument. In 2001 werd het gehele ensemble tot Rijksmonument verheven.

## Externe bronnen
- Architectuur
- Klooster[dode link]
- ReliWiki: Kerk